# Paldo
paldo (pure adaptable linux distribution) — операционная система, созданная на базе ядра Linux, и использующая утилиты GNU. Первоначально она была разработана Юрг Биллером и Раффаэлем Сандрини, и выпущена в 2004 году с лицензией GPL.

## Обзор
paldo была разработана в основном для настольных компьютеров, использующих архитектуры IA-32 (i686), и x86-64 для использования приложений, которые по возможности остаются как можно ближе к их Rolling release. Она имеет историю частых стабильных выпусков, начиная с 2004 года (обычно каждые 3 месяца), и стиль постоянного обновления «Rolling release» системных и прикладных пакетов. paldo обычно предлагается в стабильных, и нестабильных версиях, и является одним из относительно немногих независимых дистрибутивов, перечисленных в DistroWatch.
Заявленное намерение проекта paldo состоит в том, чтобы использовать только выбранные программы в дистрибутиве, которые удовлетворяют принципу «справедливых работ», с ограниченным вмешательством, необходимым пользователю для компиляции или обновления, и минимальным дублированием приложений, предназначенных для выполнения одной и той же задачи. Ещё один принцип заключается в том, чтобы свести к минимуму исправление пакетов приложений paldo, сохраняя адаптивность для конечного пользователя, чтобы вносить изменения или настраивать систему. Минимальная настройка приложений также может облегчить доступ к любым требуемым патчам, поддерживающие исходные пакеты. Однако было разработано специально настроенное приложение-установщик, чтобы упростить установку выпусков Live CD на компьютер пользователя.
В 2009 году релиз версии ExTiX Linux 7 был основан на стабильной версии paldo 1.18, используя ядро Linux 2.6.30, и графическую оболочку GNOME 2.26.1.
В 2016 году Джесси Смит опубликовала обзор на paldo GNU/Linux 2015 в DistroWatch Weekly:
paldo — это дистрибутив GNU/Linux с upkg. Это своего микс исходников, и бинарный дистрибутив. Несмотря на то, что он создает пакеты, такие как исходный дистрибутив, он предоставляет бинарные пакеты.

paldo хочет быть дистрибутивом по принципу «справедливых дел». Он пытается настроить как можно больше, без вмешательства пользователя. paldo ориентирован на задачи, и это означает, что мы не будем предоставлять несколько программ для выполнения одной и той же задачи, мы выберем программу, которая, по нашему мнению, сделает эту задачу лучше, и включит её в paldo. paldo нацелена на поддержку передовых технологий.

## Приложения
paldo в основном использовал рабочий стол GNOME, доступный на компакт-диске Live/Install. Веб-браузер по умолчанию — Epiphany, браузер по умолчанию для среды рабочего стола GNOME, хотя другие браузеры доступны или могут быть созданы с использованием собственного менеджера пакетов Upkg.
Приложения, найденные в компакт-диске Paldo Live/Install, и в репозитории, включают:
- Epiphany
- Tomboy
- OpenOffice.org
- GNOME Videos
- Pidgin
- gedit

После стабильного выпуска paldo 1.22, был принят формат Rolling release, а к апрелю 2011 года paldo stable включал GNOME 3.0, ядро Linux 2.6.38.3, и уже перешёл на systemd, на несколько недель раньше, чем Fedora.
Выбранные пакеты в paldo stable по состоянию на март 2015 года включали:
- GNOME 3.16
- Firefox 36
- Linux 3.19.3
- GCC 4.8.4
- glibc 2.21
- X.Org Server 1.17.1
- LibreOffice 4.4
- Upkg 1.1

## Система управления пакетами
paldo использует диспетчер пакетов Upkg для обновления системы, и для установки приложений. Upkg был уникально разработан для проекта paldo, и отвечает за характер дистрибуции как смешанную исходную и двоичную операционную систему. Написанная на C Sharp, Upkg использует среду исполнения Mono для создания пакетов из исходного кода или для установки предварительно созданных двоичных файлов с использованием спецификаций XML, которые могут быть настроены пользователем. Upkg основан на интерфейсе командной строки, а не на графическом интерфейсе, который обычно встречается во многих настольных Linux-дистрибутивах. Upkg обеспечивает разрешение зависимостей, индексирование пакетов и автоматическое добавление меню, хотя время его обработки для обновления системы и установки пакетов, даже тех, которые доступны через онлайн-хранилище paldo.